# Gniewowo (województwo wielkopolskie)
Gniewowo – wieś w Polsce położona w województwie wielkopolskim, w powiecie kościańskim, w gminie Śmigiel.

## Historia
Wieś pierwotnie związana była z Wielkopolską. Ma metrykę średniowieczną i istnieje co najmniej od pierwszej połowy XIII wieku. Wymieniona została w łacińskim dokumencie datowanym na 1238 pod nazwą Gniewowo, 1258 Gnevovo, 1356 Gnyewowo, 1400 Gnewowo, 1452 Gnyewowo.
Początkowo miejscowość była własnością książęcą, a później należała do zakonu benedyktynów z siedzibą w Lubiniu. W 1445 leżała w powiecie kościańskim Korony Królestwa Polskiego. W 1563 miejscowość leżała w parafii Wonieść.
W 1238 książę wielkopolski Władysław Odonic, na prośbę opata Jana oraz konwentu zakonnego, potwierdził opactwu benedyktyńskiemu w Lubiniu darowiznę księcia śląskiego i wielkopolskiego Henryka Brodatego, która obejmowała dwie wsie: nieistniejącą obecnie wieś Wąsowo (koło Wieszkowa) wraz z przynależnościami nad Obrą oraz wieś Gniewowo wraz z przyległymi łanami leżące nad rzeką Osecina. Przy okazji opisano okolicę. Gniewowo graniczyło wówczas z Przysieką Starą od gaju zwanego Warist, w którym stał kopiec narożny dzielący Gniewowo, Przysieką Starą i Nielęgowo do kopca narożnego wsi Gniewowo, Przysieki Starej i Parska.
W 1258 ksiązę wielkopolski Bolesław Pobożny transumował dokument z 1181 zawierający zatwierdzenie posiadłości klasztoru lubińskiego oraz przyznał mu różne dochody książęce z tych wsi. Do listy posiadłości klasztornych ze wspomnianego dokumentu dodano na końcu wieś Gniewowo. W 1294 książę wielkopolski Przemysł II potwierdził przywilej wydany przez Przemysła I z 1242 wymieniając posiadłości klasztorne, a w tym m.in. Giewowo.
W 1400 opat lubiński wszedł w spór sądowy z Janem Gryżyńskim o Wławie oraz o granicę pomiędzy Gryżyną, a Wonieściem i Gniewowem. W 1413 sędziowie polubowni wraz ze starostą generalnym wielkopolskim ustalili granice pomiędzy Gryżyną, a wsiami Wonieść i Gniewowo. Jezioro Wonieść miało należeć do klasztoru lubińskiego, tak daleko jak sięga woda. Odpływ z jeziora w kierunku rzeki Obry do 3 pali miała należeć do klasztoru lubińskiego, a za 3 palami do Borka z Gryżyny oraz jego braci. Na odpływie tym obie strony sporu mogły stawiać jazy do łowienia ryb. Zabroniono natomiast stawiania młynów oraz grobli.
W 1444 Stefan opat lubiński zawarł w Solcu ugodę ze Stanisławem byłym opatem lubińskim. Były opat Stanisław otrzymał w dożywocie wsie Wonieść oraz Gniewowo, przyrzekając posłuszeństwo obecnemu opatowi oraz obiecując oddać te wsie, gdyby otrzymał inne beneficjum. W 1445 Stanisław wydzierżawił wsie Wonieść i Gniewowo Dzierżkowi Leszczyńskiemu. W 1452 Stefan opat lubiński, posiadacz Wonieścia i Gniewowa pozwany został przez Dziersława Leszczyńskiego z Chełkowa.
W 1460 król polski Kazimierz IV Jagiellończyk oznajmił, że klasztor lubiński udzielił mu na 2 lata swoich wsi Wonieść oraz Gniewowo w celu zastawienia ich na cele publiczne. Obie wsie wraz z folwarkiem oraz jeziorem zostały zastawione kasztelanowi połanieckiemu Janowi z Chełma w województwie krakowskim za 1300 złotych węgierskich, a opat własnym kosztem je wykupił. Król zwolnił klasztor lubiński od stacji królewskiej z tych dwóch wsi, dopóki nie zwróci klasztorowi sumy 1300 złotych węgierskich. W 1461 Wojciech opat lubiński wraz z konwentem sprzedał czynsze na dobrach klasztornych na wykup wsi Wonieść i Gniewowo z tego zastawu.
Miejscowość odnotowały także rejestry podatkowe. W 1530 pobrano podatki z 3 łanów. W 1563 pobór odbył się od 5 łanów, jednego łana sołtysa, wiatraka dziedzicznego, młyna korzecznego (czyli stojącego przy rzece - strudze wpadającej do jeziora Wonieść), który był własnością dziedziczną, karczmy dorocznej, 6 komorników oraz jednego rzemieślnika. W latach 1564–1565 kmiecie z Wonieścia oraz Gniewowa, wsi opata lubińskiego, zobowiązani byli do robocizny na rzecz zamku starościńskiego w Kościanie po 6 dni w roku z jednego śladu, w ramach której wykonywali orkę, radlenie, siew, sieczenie oraz grabienie siana. W 1571 opat lubiński zapłacił pobór podatkowy od 5 łanów, łana sołtysiego, wiatraka, jednego młyna korzecznego, karczmy dorocznej, rzemieślnika oraz jednego komornika. W 1581 miał we wsi miejsce pobór od 6 łanów, 2 komorników, młyna korzecznego oraz wiatraka dziedzicznego.
W 1577 klasztor lubiński otrzymał zezwolenie na kolejny zastaw wsi Wonieść i Gniewowo za sumę 2000 złotych polskich Jerzemu Ponieckiemu. Suma ta miała być przeznaczona na pokrycie kontrybucji uchwalonej w 1567 na sejmie w Piotrkowie.
Wieś duchowna, własność opata benedyktynów w Lubiniu pod koniec XVI wieku leżała w powiecie kościańskim województwa poznańskiego w Rzeczypospolitej Obojga Narodów.
Wskutek II rozbioru Polski w 1793 wieś przeszła pod władanie Prus i jak cała Wielkopolska znalazła się w zaborze pruskim. W okresie Wielkiego Księstwa Poznańskiego (1815–1848) miejscowość wzmiankowana jako Gniewowo należała do wsi mniejszych w ówczesnym pruskim powiecie Kosten rejencji poznańskiej. Gniewowo należało do okręgu śmigielskiego tego powiatu i stanowiło część majątku Wojnice (Wojnieść), który należał wówczas do Bojanowskiego. Według spisu urzędowego z 1837 roku Gniewowo liczyło 75 mieszkańców, którzy zamieszkiwali 8 dymów (domostw).
W latach 1975–1998 miejscowość administracyjnie należała do województwa leszczyńskiego.